# Jonny Lee Miller
Jonathan (Jonny) Lee Miller (Kingston upon Thames, 15 november 1972) is een Engels acteur. Hij werd in zowel 2008 (voor zijn hoofdrol in de komedieserie Eli Stone) als 2012 (voor die in Elementary) genomineerd voor een Satellite Award en in 2011 samen met de gehele cast van Dexter voor een Screen Actors Guild Award. Miller debuteerde in 1982 als acteur in een aflevering van de sciencefictionserie Doctor Who. Zijn eerste filmrol volgde in 1995, als Dade 'Zero Cool' Murphy in de cyberpunk-thriller Hackers.
Miller is een kleinzoon van acteur Bernard Lee. Hij was van 28 maart 1996 tot september 1997 getrouwd met actrice Angelina Jolie. Hij trouwde in 2008 met actrice Michele Hicks met wie hij datzelfde jaar zijn eerste kind kreeg, een zoon Buster Timothy. In 2018 zijn ze gescheiden.

## Filmografie
*Exclusief 5+ televisiefilms
- Guy Ritchie's The Covenant (2023) - Colonel Vokes
- T2 Trainspotting (2017) - Simon 'Sick Boy' Williamson
- Byzantium (2012) - Ruthven
- Dark Shadows (2012) - Roger Collins
- Endgame (2009) - Michael Young
- The Flying Scotsman (2006) - Graeme Obree
- Æon Flux (2005) - Oren Goodchild
- Melinda and Melinda (2004) - Lee
- Mindhunters (2004) - Lucas Harper
- The Escapist (2002) - Denis Hopkins
- Dracula 2000 (2000) - Simon Sheppard
- Complicity (2000) - Cameron Colley
- Love, Honour and Obey (2000) - Jonny
- Mansfield Park (1999) - Edmund Bertram
- Plunkett & Macleane (1999) - James Macleane
- Regeneration (1997) - Billy Prior
- Afterglow (1997) - Jeffrey Byron
- Trainspotting (1996) - Simon 'Sick Boy' Williamson
- Hackers (1995) - Dade 'Zero Cool' Murphy

## Televisieseries
*Exclusief eenmalige gastrollen
- Elementary - Sherlock Holmes (2012-2019, 154 afleveringen)
- Dexter - Jordan Chase (2010, acht afleveringen)
- Emma - George Knightley (2009, vier afleveringen - miniserie)
- Eli Stone - Eli Stone (2008-2009, 26 afleveringen)
- Smith - Tom (2006-2007, zeven afleveringen)
- Dead Man's Walk - Woodrow F. Call (1996, drie afleveringen - miniserie)
- EastEnders - Jonathan Hewitt (1993, twee afleveringen)
- Mansfield Park - Charles Price (1983, twee afleveringen - miniserie)

- Bibsys: 3114675
- Biblioteca Nacional de España: XX1294814
- Bibliothèque nationale de France: cb15038126c (data)
- Gemeinsame Normdatei: 14149803X
- International Standard Name Identifier: 0000 0001 1030 521X
- Library of Congress Control Number: no97029796
- Nationale Bibliotheek van Letland: 000276055
- MusicBrainz: ad3a7f4b-e281-4a0b-840e-6e3c4ec24775
- Nationale Bibliotheek van Tsjechië: pna2006327288
- Nationale bibliotheek van Australië: 40660988
- Nationale Bibliotheek van Israël: 987007426288905171
- Nationale Bibliotheek van Polen: a0000001914815
- Nederlandse Thesaurus van Auteursnamen: 151334692
- Istituto Centrale per il Catalogo Unico: MODV170084
- SNAC: w6sj2nbk
- Système universitaire de documentation: 059409819
- Trove: 1448710
- Virtual International Authority File: 87056693
- WorldCat: E39PBJpDKWKC84Ph7QKk9fv8md